# Адлета Венгерская

Герб Арпадов

Адлета Венгерская (Аделаида; между 1105 и 1107 — 15 сентября 1140) — княжна венгерская, княгиня чешская из династии Арпадов.

## Биография
Адлета родилась в браке венгерского принца Альмоша, брата короля Венгрии Коломана I Книжника, и киевской княжны Предславы Святополковны.
Внучка великого князя киевского Святополка Изяславича.
Около 1123 года вышла замуж за Собеслава I, князя Чехии, младшего сына чешского короля Вратислава II и его третьей супруги Светославы Польской. В том же году Собеслав вновь поссорился с братом князем Чехии Владиславом I, в результате чего был вынужден отправиться с молодой женой в изгнание, к принявшему их королю Венгрии Иштвану II. В 1125 году семья вернулась в Чехию. Мать Владислава и Собеслава, Сватава, помирила братьев, после чего Владислав признал своим наследником Собеслава. После смерти Владислава 12 апреля 1125 года, чешский престол унаследовал супруг Адлеты Собеслав, правивший вместе с нею королевством до своей кончины в 1140 году.
За семнадцать лет брака с Собеславом I родила пятерых детей:
- Владислав II (ум. 1165), князь Оломоуца в 1137—1140 годах
- Мария (ок. 1124/1125 — после 1172); 1-й муж: с 29 сентября 1138 года — Леопольд IV (ум. 18 октября 1141), маркграф Австрии с 1136 года, герцог Баварии с 1139 года; 2-й муж: после 1141 года — Герман III Великий (ум. после 12 июля 1153), маркграф Бадена с 1130 года, маркграф Вероны в 1148—1151 годах
- Собеслав II (1128 — 9 января 1180), князь Чехии в 1173—1178 годах
- Ольдржих (1134 — 18 октября 1177), князь Оломоуца с 1173 года
- Вацлав II (1137 — ок. 1192), князь Брно 1173—1177, князь Оломоуца в 1174—1179 годах, князь Чехии в 1191—1192 годах.

По мнению историков Адлета (Аделаида) имела на мужа влияние в вопросах управления государством.
Чешский историк Ф. Палацкий писал о том, что, любовь в этом браке имела политическое значение на события не только в Чехии, но и за рубежом, и нет никаких сомнений в том, что Адлета, несмотря на большую разницу в возрасте, любила супруга всем сердцем, и горе от его смерти, ускорило её кончину: Адлета умерла через полгода после Собеслава I.